# Кузьмино (присілок, Юринський район)
Ку́зьмино (рос. Кузьмино, марій. Кузьмансола) — присілок у складі Юринського району Марій Ел, Росія. Входить до складу Козиковського сільського поселення.

## Населення
Населення — 42 особи (2010; 121 у 2002).
Національний склад (станом на 2002 рік):
- росіяни — 52 %
- марійці — 45 %